# Muthupet
Muthupet (o Muttupet, Muttapet, Mutupet) è una suddivisione dell'India, classificata come town panchayat, di 17.313 abitanti, situata nel distretto di Tiruvarur, nello stato federato del Tamil Nadu. In base al numero di abitanti la città rientra nella classe IV (da 10.000 a 19.999 persone).

## Geografia fisica
La città è situata a 10° 24' 0 N e 79° 28' 60 E e ha un'altitudine di 1 m s.l.m..

## Società

### Evoluzione demografica
Al censimento del 2001 la popolazione di Muthupet assommava a 17.313 persone, delle quali 8.116 maschi e 9.197 femmine. I bambini di età inferiore o uguale ai sei anni assommavano a 2.026, dei quali 1.010 maschi e 1.016 femmine. Infine, coloro che erano in grado di saper almeno leggere e scrivere erano 12.290, dei quali 6.355 maschi e 5.935 femmine.